# Веддиген, Отто
О́тто Эдуард Веддиген (15 сентября 1882 — 18 марта 1915) — немецкий подводник времён Первой мировой войны. Веддиген был одним из самых известных немецких подводников. Славу ему принесла атака 22 сентября 1914 года, в ходе которой U-9 под командованием Веддигена в течение часа потопила три британских крейсера: «Хог», «Абукир» и «Кресси».

## Биография

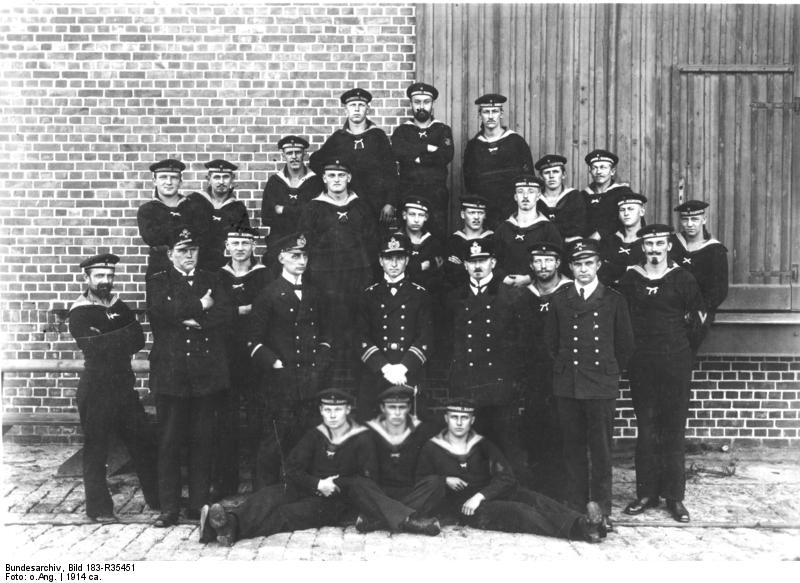
Экипаж U-9. Отто Веддиген стоит в центре.

Отто Веддиген родился 15 сентября 1882 года в Херфорде. В 1901 году он поступил на военную службу в Императорские военно-морские силы Германии. 1 августа 1914 года Веддиген стал командиром одной из первых немецких подводных лодок — U-9.

### Бой 22 сентября 1914 года

Схема атаки

22 сентября 1914 года U-9 в ходе патрулирования обнаружила три четырёхтрубных британских крейсера — броненосные крейсера «Хог», «Абукир» и «Кресси» из 7-й эскадры крейсеров. После торпедирования первого корабля британцы посчитали, что он подорвался на мине, остановились и начали работы по эвакуации экипажа. Таким образом, два неподвижных крейсера стали лёгкой добычей продолжившего атаку Веддигена. 1 459 человек погибли, 837 спаслись. Веддиген был награждён Железными крестами 2-го и 1-го класса.

### Награждение
15 октября 1914 года U-9 под командованием Веддигена потопила британский крейсер HMS Hawke, после чего Веддиген был награждён за потопление четырёх крейсеров прусским орденом «Pour le Mérite», баварским Военным орденом Макса-Йозефа, рыцарским крестом саксонского ордена Святого Генриха и рыцарским крестом вюртембергского ордена Боевой славы.

### Гибель
18 марта 1915 года Веддиген вывел U-29 в атаку на большую группу британских кораблей. В условиях плохой видимости он, занятый выбором цели, не заметил, как с правого борта на лодку надвигался линкор «Дредноут», получивший сообщение о лодке с линкора «Мальборо». После таранного удара U-29 со всем экипажем ушла на дно.
Британский адмирал Джеллико в своей книге «Гранд-Флит в войне 1914—1918 гг.» описал гибель германской подводной лодки. По предположению английского адмирала, Веддиген решил возвращаться обратно не через Канал, а обогнув Англию с севера, и 18 марта между мысом Питер-Хэд и Норвегией встретил английский флот. Вот что пишет Джеллико об атаке U-29: «Сначала последовала атака со стороны Веддигена на 1-ю эскадру английских линейных кораблей, шедшую зигзагообразными курсами со скоростью 15 узлов. Торпеда прошла в непосредственной близости за кормой линкора „Нептун“. Командующий английским флотом приказал немедленно изменить курс на 12° вправо и увеличить ход до 17 узлов, чтобы выйти из района действия подводной лодки. Несколько южнее в это время проходила 4-я эскадра линейных кораблей курсом на Ферт-оф-Морей; она не последовала движению флагмана и тем самым приблизилась к позиции лодки. Линкор „Дредноут“ увидел перископ лодки слева по носу и, дав полный ход, повернул на неё. Таранный удар удался, U-29 на несколько мгновений показалась над поверхностью, имея большой дифферент на корму, так что удалось прочесть надпись на носу, и затем быстро погрузилась».

## Награды
- Железный крест 2-го класса — 24 сентября 1914
- Железный крест 1-го класса — 24 сентября 1914
- Военный орден Макса-Йозефа (Бавария) — 11 октября 1914
- Высший прусский орден «Pour le Mérite» — 24 октября 1914

## Память
Первое подразделение подводных лодок кригсмарине, впоследствии известное как 1-я флотилия, изначально было названо в честь Отто Веддигена флотилией Weddigen.